# W69 (核彈頭)
W69是美國的一款核彈頭，用於AGM-69A空對地導彈。
W69在1970年代早期設計，並在1972年存入非現役核武器儲備庫中。W69在1991-1994年間退役。總共約生產了1,500枚核彈頭。
W69在1999年，於德州Pantex工廠拆解部分零部件，只剩下第二節的級間結構。W69級間結構的拆解在Y-12國家安全大樓進行，於2012年開始，並於2016年完成。
W69核彈頭被認為是源自B-61戰術核子彈的設計。

## 規格
W69的直徑為15英寸(380 mm)，長30英寸(760 mm)。重275磅(125 kg)，爆炸當量約為17-20萬噸(710-840 TJ)。